# Capelsebrug (Metro de Roterdão)
Capelsebrug é uma da estação da linha Caland do metro de Roterdão, nos Países Baixos.